# 257 (عدد)
257 هو عدد صحيح  طبيعي بين 256 و258

## في الرياضيات

### خصائص
- 257 عدد أولي
- 257 عدد فردي
- 257 عدد ناقص